# Arundinaria
Genre
Arundinaria  est un genre de plantes monocotylédones de la famille des Poaceae, sous-famille des Bambusoideae, qui regroupe trois espèces originaire d'Amérique du Nord.
La question de savoir quelles espèces de bambous devraient être incluses dans le genre Arundinaria a été longtemps débattue. Certains auteurs soutiennent que seules les espèces nord-américaines devraient être incluses, tandis que d'autres veulent y inclure  des espèces asiatiques classées par ailleurs dans d'autres genres tels que Bashania, Oligostachyum, Sarocalamus, Fargesia, Sasa, etc.

## Espèces acceptées
Trois espèces seulement, indigènes d'Amérique du Nord, sont reconnues dans le genre Arundinaria (stricto sensu) et recensées dans la World Checklist of Selected Plant Families.
Selon World Checklist of Selected Plant Families (WCSP) (6 juin 2017) :
- Arundinaria appalachiana Triplett, Weakley & L.G.Clark (2006)
- Arundinaria gigantea (Walter) Muhl. (1813)
- Arundinaria tecta Muhl. (1817)